# 波克西區
波克西區（西班牙語：Distrito de Pocsi），是秘魯的一個區，位於該國南部阿雷基帕大區的阿雷基帕省，面積172.48平方公里，海拔高度3,047米，2005年人口588，人口密度每平方公里3.4人。